# Культура в Європейському Союзі
Однією з цілей Європейського Союзу є збереження спільної європейської культурної спадщини — в сфері мов, літератури, театру, танцю, радіо і телебачення, образотворчого мистецтва, архітектури і ремесла та ін. — та допомога в доступі до неї для суспільства.
ЄС підтримує культурну і творчу індустрії через:
- програми підтримки;
- фонди;
- підтримку науково-дослідних проєктів;
- підтримку співпраці з партнерами всередині ЄС і за його межами;

З культурою також пов'язана політика ЄС щодо інших сфер: освіта (включаючи вивчення мов), наукові дослідження, підтримка інформаційних та телекомунікаційних технологій, соціальна політика і регіональний розвиток.
На початку існування Європейських спільнот культурне співробітництво не було їхньою головною метою. Активізація культурного співробітництва відбувається на початку 90-х років XX ст. В цей час створюється підґрунтя для культурної політики ЄС у вигляді пілотних проєктів. З підписанням Маастрихтського договору культурна співпраця стає офіційно-визнаною метою держав-членів ЄС. Це приводить до створення галузевих культурних програм. До таких програм належать: Калейдоскоп (1996—1999 рр.), метою якої було заохочення до художньої та культурної творчості і співробітництва; Аріан (1997—1999 рр.), метою якої було підтримка книговидання, читацької активності та перекладів; Рафаель (1997—1999 рр.), метою якої була охорона культурної спадщини. Ці програми стали основою програми «Культура», що охоплювала майже всі галузі культури окрім аудіовізуального сектору, на яких поширюється дія програми МЕДІА. Перша її редакція називалася «Культура 2000» діяла в період 2000—2007 рр. Друга редакція «Культури» приймалась на період 2007—2013 рр.
Здійснюючи свою культурну діяльність ЄС надає підтримку, що спрямована на розвиток співпраці в сфері культури та на охорону європейської культурної спадщини. В рамках культурних програм здійснюється фінансування різнорідних культурних проєктів, організацій та закладів, що працюють в сфері культури, реставрацій культурних об'єктів та ін. Зокрема коштами ЄС фінансувалося відновлення історичних театрів Великого оперного театру Лісеу в Барселоні та Театру ла Феніче у Венеції, які зазнали значної шкоди в результаті пожеж в 1990-х роках минулого століття.

## Законодавча база
Основоположною правовою нормою первинного права щодо культурної політики ЄС стала стаття 128 Договору про Європейський союз (Маастрихтського договору) 1992 року.

Стаття 128
1. Спільнота сприяє розквіту культур держав-членів, шануючи їх національне та регіональне розмаїття і водночас підкреслюючи значення спільної культурної спадщини.
2. Діяльність Спільноти спрямована на заохочення до співпраці між державами-членами, а також, в разі потреби, до підтримки і доповнення їх діяльності в наступних сферах:
—-вдосконалення знань та розповсюдження культури та історії європейських народів;
—-збереження та охорона культурної спадщини європейського значення;
—-некомерційного культурного обміну;
—-художньої та літературної творчості, включаючи аудіовізуальний сектор.
3. Спільнота та держави-члени сприяють розвитку співпраці з третіми країнами та компетентними міжнародними організаціями в сфері культури, зокрема, з Радою Європи.
4. Спільнота враховує культурні аспекти в своїй діяльності у відповідності з іншими положеннями даного Трактату.
5. Задля сприяння досягненню цілей, окреслених в даній статті, Рада:
—-діючи згідно з процедурою, визначеною у Статті 189b і після консультацій з Комітетом регіонів, приймає стимулюючі заходи, включаючи будь-яку гармонізацію законів і правових норм держав-членів. Рада діє одностайно упродовж всієї процедури, визначеної у Статті 189b;
—-діючи одностайно, за пропозицією Комісії, приймає рекомендації.
Оригінальний текст (англ.)
Article 128
1. The Community shall contribute to the flowering of the cultures of the Member States, while respecting their national and regional diversity and at the same time bringing the common cultural heritage to the fore.
2. Action by the Community shall be aimed at encouraging cooperation between Member States and, if necessary, supporting and supplementing their action in the following areas:
—–improvement of the knowledge and dissemination of the culture and history of the European peoples,
—–conservation and safeguarding of cultural heritage of European significance,
—–non-commercial cultural exchanges,
—–artistic and literary creation, including in the audiovisual sector.
3. The Community and the Member States shall foster cooperation with third countries and the competent international organizations in the sphere of culture, in particular the Council of Europe.
4. The Community shall take cultural aspects into account in its action under other provisions of this Treaty.
5. In order to contribute to the achievement of the objectives referred to in this Article, the Council:
—-acting in accordance with the procedure referred to in Article 189b and after consulting the Committee of the Regions, shall adopt incentive measures, excluding any harmonization of the laws and regulations of the Member States. The Council shall act unanimously throughout the procedures referred to in Article 189b;
—-acting unanimously on a proposal from the Commission, shall adopt recommendations.’

Ця стаття в повному обсязі та з деякими поправками була включена до Амстердамського договору, 1997 р. (стаття 151) та Договору про функціонування ЄС, 2009 р. (стаття 167). Основна поправка стосується положення 4, де наголошується на значущості збереження розмаїття культур ЄС:

4. Спільнота враховує культурні аспекти в своїй діяльності у відповідності з іншими положеннями даного Трактату, зокрема щоб шанувати та підтримувати різноманіття її культур.
Оригінальний текст (англ.)
4. The Union shall take cultural aspects into account in its action under other provisions of the Treaties, in particular in order to respect and to promote the diversity of its cultures.

Культурної політики тією чи іншою мірою стосуються такі положення Договору про функціонування ЄС:
—-стаття 6, положення «с» (про компетенцію ЄС здійснювати заходи для підтримки, координації або доповнення діяльності держав членів в сфері культури);
—-стаття 13 (при формуванні та здійсненні політики в області сільського господарства, рибальства, наукових досліджень та ін. ЄС та держави члени повною мірою враховують вимоги для добробуту тварин, як чутливих істот, водночас дотримуючись при цьому законодавчих та адміністративних положень, а також звичаїв держав-членів, що стосуються релігійних та культурних традицій і регіональної спадщини);
—-стаття «36» (що статті 34 та 35, в яких забороняються будь-які обмеження на імпорт чи експорт між державами-членами, не включають заборон чи обмежень імпорту, експорту або транзиту товарів, обґрунтованих на підставах суспільної моралі, громадського порядку чи безпеки; охорони здоров'я та життя людей, тварин або рослин; охорони національних скарбів, що мають якусь художню, історичну або археологічну цінність; охорони промислової та комерційної власності);
—-стаття 107, положення «3d» (будь-яка допомога, яка надається державою-членом або за рахунок державних ресурсів у будь-якій формі, яка порушує або загрожує порушенням конкуренції шляхом сприяння певним підприємствам або виробництву певних видів товарів, тою мірою, якою вона зачіпає торгівлю між державами членами — є несумісною з внутрішнім ринком. Однак в положенні «3d» зазначається, що та допомога яка здійснюється з метою підтримки культури та збереження культурної спадщини, якщо вона не змінює умов торгівлі і конкуренції в Союзі настільки, настільки б це суперечило загальним інтересам, може розглядатись як сумісна з внутрішнім ринком);
—-стаття 165 (ЄС сприяє розвитку якісної освіти, шляхом заохочення співпраці між державами-членами і, в разі потреби, шляхом підтримки і доповнення їхніх дій, поважаючи при цьому відповідальність-держав членів за зміст і організацію їхніх освітніх систем та їхнє культурне і мовне різноманіття);
—-стаття 198 (ЄС інтересам і добробуту неєвропейських країн і територій, які мають особливі відносини з Данією, Францією, Нідерландами та Сполученим Королівством, щоб привести їх до економічного, соціального і культурного розвитку, до якого вони прагнуть);
—-стаття 207, положення «4a» (зазначається, що рішення Ради щодо переговорів і укладання угод в сфері торгівлі культурними та аудіовізуальними послугами, коли ці угоди можуть зашкодити культурному і мовному розмаїттю Союзу, мають прийматися не кваліфікованою більшістю, а одностайно)
—-стаття 300, положення 2 (стаття передбачає що, до складу Соціально-економічного комітету, який є допороговим комітетом Європейського Парламенту, Ради і Комісії, входять представники, що репрезентують громадянське суспільство в різних сферах, зокрема культури).
Окрім того, культурної політики ЄС стосуються ще близько 88 правових актів вторинного права

## Органи та інституції
Основними органами та інституціями ЄС, чия діяльність пов'язана зі сферою культури є:
- Комітет з культури і освіти при Європейському парламенті;

- Рада ЄС (проводить діяльність в сфері освіти, молоді, культури та спорту);

- Європейська комісія (при якій діє Генеральний директорат з Освіти і Культури та існує посада Європейського комісара з питань освіти, культури, багатомовності та молоді, яку в період 2010—2014 рр. займає Андроула Васіліу);

- Виконавче агентство з освіти, культури та аудіовізуальних засобів (при Європейській комісії).

## Програми ЄС
Низка поточних спільних культурних заходів та ініціатив ЄС будується на досвіді минулих програм. 1993 року, набуття чинності Маастрихтського договору дало початок новій статті, в якій культурне співробітництво стало офіційно визнаною метою діяльності ЄС, з супровідною правовою основою (стаття 128). На підставі статті 128, а згодом статей 151 та 167 Амстердамського (1997 р.) та Лісабонського договору (2009 р.) відповідно були покликані всі подальші програми в сфері культури.
Підґрунтя для цих програм вже було підготовлене, коли в липні 1990 року Комісія опублікувала критерії та умови участі в «Платформі Європи», яка в 1991 році стала першою програмою «Калейдоскоп» для підтримки мистецьких та культурних подій за участю щонайменше трьох держав-членів. Програма була реорганізована з 1994 р. з метою ефективнішої підтримки культурних подій, заохочення до художньої творчості і співпраці, сприяння кращому доступу суспільства до європейської спадщини і покращення мистецького та культурного співробітництва між професіоналами. В період 1990—1995 рр. більше 500 проєктів отримали підтримку Спільноти. Окрім цього, в період 1990—1996 рр. було ініційовано кілька пілотних проєктів в сфері перекладу і просування книг в Європі, в межах яких підтримано більше 500 проєктів або перекладів.
Пілотні проєкти 1990—1996 рр. поклали початок подальшим культурним програмам та проєктам:
—-Калейдоскоп (1996—1999 рр.);
—-Аріан (1997—1999 рр.);
—-Рафаель (1997—1999 рр.);
—-Культура 2000 (2000—2006 рр.);
—-Культура (2007—2013 рр.);
Окрім того в рамках програми «Культура» підтримуються такі програми та проєкти:
—-Культурна столиця Європи;
—-Європейський місяць культури;
—-Європейські культурні шляхи;
—-Дні європейської спадщини;

### Калейдоскоп (1996—1999рр.)
Європейський парламент і Рада міністрів прийняли програму Калейдоскоп 29 березня 1996 р. терміном на три роки (1996—1998 рр.) та з загальним бюджетом в € 26.5 млн. 1999 року бюджет був збільшений на € 10 млн. Упродовж цих чотирьох років були профінансовані 518 проєктів. Програма охоплювала такі сектори як: виконавські види мистецтва (танець, театр, музика, опера та ін.), пластичне та образотворче мистецтво (живопис, скульптура, архітектура, різьблення), декоративно-прикладне мистецтво (фотографія, дизайн) та проєкти, пов'язані з мультимедіа, як форму художнього вираження.

### Аріан (1997—1999рр.)
«Аріан» була програмою підтримки книжкової і читацької галузей, включаючи переклад. Програма була прийнята на два роки (1997—1998 рр.) з встановленим бюджетом в € 7 млн. В 1999 р. бюджет збільшився на € 4.1 млн. Загалом, програма «Аріан» підтримала 768 проєктів щодо перекладу літератури, п'єс і довідкових праць, співпраці та професійно-навчальних проєктів.
Цілями програми були:
—-заохочення до співпраці між державами-членами в галузі книги та читання, а також доповнення їхньої діяльності в цій сфері, роблячи внесок в розвиток їх культури, поважаючи при цьому їхню національну та релігійну різноманітність;
—-поглиблення знань і розповсюдження літератури та історії Європейських народів, зокрема, шляхом підтримки перекладів літературних творів, п'єс і довідкових праць, підтримки проєктів співпраці, що здійснюється в партнерстві та вдосконалення навичок фахівців у цій сфері.

### Рафаель (1997—1999рр.)
«Рафаель» — програма діяльності європейського співтовариства у сфері спадщини. Програма була прийнята на чотири роки (1997—2000 рр.) з бюджетом в € 30 млн, який вичерпався в 1999 р. Метою програми було заохочення до співпраці задля охорони, збереження і примноження культурної спадщини, підвищення рівня обізнаності громадян про культурну спадщину і полегшення їх доступу до неї. Головними секторами, які охоплювала програма були рухома та нерухома спадщина (музеї, колекції, бібліотеки та архіви, включаючи фото-, кіно- і аудіо-архіви), археологічна і підводна спадщина та культурні ландшафти (природні та культурні об'єкти). Всього програма підтримала майже 360 проєктів щодо збереження та примноження спадщини, за участю більше 1500 операторів зі всієї Європи. В рамках програми також була підтримана Європейська лабораторія спадщини.

### Культура 2000 (2000—2006)
Програма «Культура 2000» була прийнята рішенням Європейського парламенту і Ради № 508/2000/ЄС від 14 лютого 2000 р. Спочатку програма була створена на період 2000—2004рр, проте рішенням Європейського парламенту і Ради № 626/2004/ЄС від 31 березня 2004 р. тривалість програми була продовжена на два роки. Загальний бюджет програми був € 236 млн. На відміну від попередніх програм, Культура 2000 надавала гранти на культурні проєкти співробітництва в усіх художніх і культурних областях. Метою програми було сприяння розвитку спільного культурно простору європейських народів. Задля цього в статті 1 рішення було окреслено 8 головних цілей:
—-розвиток культурного діалогу та взаємних знань про культуру та історію європейських народів;
—-сприяння творчості і міждержавному поширенню культури, з особливим акцентом на молоді та соціально неблагополучних людях, а також на культурній різноманітності;
—-підкреслення культурної різноманітності і розвиток нових форм культурного самовираження;
—-спільне користування культурною спадщиною європейського значення;
—-врахування ролі культури в соціально-економічному розвитку;
—-підтримка міжнародного культурного діалогу і взаємного обміну між культурами європейських і неєвропейських країн;
—-визнання культури, як економічного чинника і як чинника в соціальній інтеграції та громадянстві;
—-покращення доступу до культури і участі у ній громадян ЄС.
Програма реалізується через три види діяльності (посилання): 1) підтримка щорічних проєктів, що реалізовуються суб'єктами в галузі культури принаймні у трьох країнах, а також проєктів з перекладу, без вимог щодо партнерства; 2) підтримка багаторічних проєктів, визначених угодами про співробітництво, за участю суб'єктів, що діють в галузі культури з щонайменше п'яти держав; 3) сприяння особливим культурним заходам на європейському і міжнародному рівні.
В програмі Культура 2000 взяли участь 30 європейських країн, з яких 25 це держави-члени ЄС, три країни Європейської економічної зони (Ісландія, Ліхтенштейн, Норвегія) і дві країни-кандидати: Болгарія і Румунія. З кожною з цих країн був підписаний меморандум.
В рамках дії програми в період 2000—2006 рр. діячам культури було надано понад 1500 дотацій, загальною сумою в понад € 190 млн. Головні складові програми Культура 2000 були включені до програми Культура на 2007—2013 роки.

### Культура (2007—2013)
Європейський парламент і Європейська Рада прийняли програму Культура (2007—2013) в грудні 2006 року рішенням 1855/2006/ЄС. Загальний бюджет програми складає € 400 млн і охоплює всі сектори культури окрім аудіовізуальної індустрії, на яку поширюється дія програми МЕДІА з бюджетом € 755 млн. Головне завдання програми полягає в зміцнення спільного для європейців культурного простору, що спирається на спільну культурну спадщину, шляхом розвитку культурної співпраці між культурними діячами і культурними інституціями, з метою сприяння становленню європейського громадянства.
Учасниками програми є держави-члени ЄС, країни Європейської Економічної Зони (Норвегія, Ісландія і Ліхтенштейн), країни Західних Балкан (Боснія і Герцеговина, Чорногорія, Македонія, Сербія) та Туреччина, а також треті країни, що обираються щороку (2012: Південно-Африканська Республіка, 2013: Австралія і Канада). Загалом взяло участь 37 країн.
Програма має три конкретні цілі:
—-сприяння транснаціональній мобільності людей, що працюють в сфері культури;
—-сприяння транснаціональному обігу художніх і культурних робіт та виробів;
—-сприянні діалогу між культурами.
Відповідно до цих цілей програма має три головних напрямки:
- підтримка культурної діяльності (близько 77% від бюджету програми); Напрямок складається з кількох категорій:

- сприяння багаторічним проєктам співпраці тривалістю від трьох до п'яти років і за участі щонайменше шести організаторів культурної діяльності, із щонайменше шести країн; Розмір допомоги таким проєктам становить € 200—500 тис. щорічно, за умови 50% співфінансування (розмір допомоги не може перевищувати 50% бюджету самого проєкту). Метою такої підтримки є допомога проєкту закріпитися, розширити його географічні рамки, тобто створити умови для продовження його існування після закінчення періоду його фінансування;

- сприяння проєктам співробітництва тривалістю до двох років, за участю щонайменше трьох організаторів культурної діяльності із щонайменше трьох країн, які беруть участь в програмі; Розмір фінансування таких проєктів Євросоюзом складає € 50000-200000 (також за умови не більше 50% співфінансування) протягом періоду, що не перевищує двох років;

- Сприяння проєктам перекладів літератури; Максимальна тривалість таких проєктів — два роки. Підтримка перекладацьких проєктів ЄС має на меті поширення знань з літератури та літературної спадщини європейців шляхом розширення літературного обігу між країнами. Фінансова підтримка таких проєктів здійснюється на умовах 50% співфінансування, а її розмір може становити від € 2000 до € 60 000;

- підтримка проєктів співпраці з тривалістю до двох років, які спрямованих на культурний обмін між країнами-учасниками програми і третіми країнами, які уклали з ЄС угоду про асоціацію, або співпрацю (за умови, що така угода містить положення щодо культури); В таких проєктам співпраці мають брати не менше трьох організаторів культурної діяльності, з щонайменше трьох країн-учасниць програми та одним організатором з третьої країни (яка обирається щороку Комісією). На такі проєкти може бути виділено від € 50000 до € 200000 (також на умовах 50% співфінансування);

- підтримка спеціальних заходів; Спеціальний характер таких заходів виникає з того, що вони повинні мати значний масштаб і охоплення, привертати значну увагу народів Європи, підвищити обізнаність про їх культурну різноманітність сприяти зміцненню почуття їхньої європейської ідентичності, а також сприяти діалогу між культурами та народами. Такі заходи мають стосуватися принаймні однієї з трьох цілей цієї програми. Зокрема до цієї категорії належать підтримка європейських культурних фестивалів, вручення премій. Сюди також належить ініціатива «Європейські столиці культури», в рамках якої вибрані міста отримують грант розміром € 1,5 млн. Допомога від ЄС не може перевищувати 60% бюджету проєкту;

- Підтримка організацій, що працюють у сфері культури (близько 10% бюджету програми); Ця допомога призначена організаціям, яку мають справжній вплив на рівні ЄС або охоплюють принаймні сім європейських держав, чи то індивідуально або як мережі, асоціації або федерації. Окрім того, організації можуть отримати фінансову допомогу, якщо вони збирають і поширюють інформацію для заохочення культурної співпраці на транс-європейському рівні, беруть участь у культурник проєктах співробітництва, або виступають як представники європейської культури (оркестри, хори, театральні й танцювальні групи). Така допомога надається на умовах 80% співфінансування;

- підтримка діяльності з аналізу, збору та поширення інформації (близько 5% бюджету програми); Цей напрямок має три складові: співфінансування культурних контактних пунктів, що відповідають за поширення інформації про програму «Культура» на національному рівні; підтримка досліджень і аналізів європейського культурного співробітництва; підтримка збору і поширення інформації про культурні заходи, що фінансуються ЄС з метою підвищення обізнаності громадськості.

## Нагороди
Нагорода Європейського Союзу в галузі Сучасної Архітектури (Нагорода ім. Міс ван дер Рое). Заснована 1987 р. Європейською Комісією, Європейським парламентом та Фондом імені Міс ван дер Рое в Барселоні, призначається кожні два роки. Розмір премії становить € 60000, окрім цього існує Спеціальна відзнака € 20000, яка вручається молодим фахівцям, що тільки розпочинають свою кар'єру.
Нагорода ЄС в галузі Культурної Спадщини (також знана як нагорода «Europa Nostra»). Заснована Європейською комісією 2002 року в рамках програми Культура 2000. З 2007 року організація вручення нагороди здійснюється спільно з Europa Nostra, яка стала відповідати за організацію відбору та церемонію нагородження. Цією нагородою відзначають найкращі європейські досягнення у збереженні культурної спадщини, починаючи від реставрації будівель і їх адаптації до нових використань, до відновлення міського та сільського ландшафту, інтерпретації археологічних об'єктів і догляду за мистецькими колекціями. Окрім цього відзначаються дослідження, праця окремих людей чи організацій, присвячені збереженню культурної спадщини та освітні проєкти пов'язані з культурною спадщиною. Розмір грошової винагороди головним переможцям становить € 10000.
Нагорода ЄС в галузі Літератури. Заснована у 2009 р. в рамках програми Культура. Метою нагороди є підкреслення якості та різноманітності сучасної європейської література шляхом сприяння обігу літератури в Європі та пробудження зацікавлення у читачів щодо літературних творів з інших країн. Вручення координується та організовується консорціумом, покликаним Європейською комісією. До консорціуму входять Європейська федерація книгопродавців, Європейська рада письменників і Федерація Європейських видавців. Кожен переможець отримує € 5000, а також підтримку у фінансуванні перекладу та розкрутці.
Нагорода ЄС в галузі Сучасної Музики (також знана як «The European Border Breakers Awards», EBBA). Заснована Європейською комісією в 2004 році. З 2009 року за організацію відбору та церемонію нагородження відповідаю фестиваль Eurosonic/Noorderslag. Нагорода вручається артистам, чий дебютний альбом отримав комерційний успіх поза кордонами країни, в якій був випущений. Метою нагороди є стимулювання транскордонному обігу популярних музичних творів та підкреслення великого музичного розмаїття Європи. Переможці визначаються на основі даних радіостанцій Європейської мовної спілки та фестивалів, що беруть участь в Європейській програмі з обміну талантами.